# Huub Mous
Huub Mous (Amsterdam, 1 december 1947) is een Nederlands kunsthistoricus en publicist. Hij speelde een belangrijke rol als adviseur, organisator en criticus in de Friese kunstwereld, onder meer bij instellingen als de Fryske Kultuerried en Keunstwurk. Naast zijn werk als curator en artistiek leider is Mous auteur van diverse boeken en essays over moderne kunst, secularisatie, religie en zijn persoonlijke ervaringen met psychose. Hij schrijft sinds 2006 bijna dagelijks op zijn blog over kunst, cultuur en filosofie.

## Carrière
Mous werkte dertig jaar in verschillende functies in Friesland als adviseur en organisator op het gebied van beeldende kunst. 

### Fryske Kultuerried en Keunstwurk
Huub Mous begon zijn carrière bij de Fryske Kultuerried waar hij zich inzette voor de bevordering van kunst en cultuur in Friesland. Hij zat vanuit de stichting ook in de redactie van het architectuurtijdschift BOUD. Later werd hij betrokken bij Keunstwurk, een organisatie die zich richt op de ondersteuning en ontwikkeling van kunst en cultuur in de regio. Gedurende zijn tijd bij deze organisaties speelde Mous een cruciale rol als organisator en adviseur op het gebied van beeldende kunst.

### Artistiek Leider Frysk Festival en Simmer 2000
In 1995 werd Huub Mous benoemd tot coordinator van het Frysk Festival, een grootschalig cultureel evenement dat de Friese cultuur in de schijnwerpers zette. In 2000 werd hij artistiek leider van het Frysk Festival en parallel was hij ook betrokken bij Simmer 2000, een evenement dat de millenniumwisseling vierde met diverse culturele activiteiten en festiviteiten in Friesland. 

### Criticus Culturele Hoofdstad Leeuwarden
Huub Mous speelde ook een belangrijke rol als criticus tijdens de periode waarin Leeuwarden werd uitgeroepen tot Culturele Hoofdstad van Europa in 2018. Hij uitte regelmatig zijn mening over de culturele ontwikkelingen en projecten die in het kader van dit evenement werden georganiseerd. Zijn kritische blik en betrokkenheid zorgden ervoor dat er voortdurend aandacht was voor de kwaliteit en impact van de culturele initiatieven in Leeuwarden.

## Publicaties
Mous heeft verschillende boeken geschreven over Friese kunst, waaronder:
De Fries die in de toekomst sprong: Fries modernisme in de jaren zestig : Dit boek onderzoekt de opkomst van het Friese modernisme in de jaren zestig, een periode van culturele en maatschappelijke verandering. 
De kleur van Friesland: Beeldende kunst na 1945: Dit rijk geïllustreerde boek geeft een overzicht van de beeldende kunst in Friesland na de Tweede Wereldoorlog. Het boek bespreekt hoe de moderne kunst doorbrak in een regio met een sterke culturele identiteit, ver van de Randstad. Het is in 2008 gepubliceerd tegelijk met een gelijknamige tentoonstelling in het Fries Museum waarin een overzicht werd gegeven van de Friese kunst uit deze periode met Huub Mous als curator.
Reizen door de tijd: Publieke kunst in Fryslân 1945-2005: Dit boek biedt een overzicht van publieke kunstwerken in Friesland die tussen 1945 en 2005 zijn geplaatst.
Naast deze boeken publiceerde Mous ook over andere onderwerpen, zoals zijn ervaringen met een psychose in 1966. Hij schreef mee aan het boek Tegen de tijdgeest: Terugzien op een psychose. In 2014 schreef Mous het boek Modernisme in Lourdes, waarin hij de bekering van Gerard Reve tot het katholicisme onderzoekt tegen de achtergrond van de secularisatie in de jaren zestig en zeventig. In 2017 publiceerde hij Jihad of verstandsverbijstering waarin hij zich richt op het grijze gebied tussen psychotisch geweld en terroristisch geweld, en onderzoekt vooral het zwijgen van de psychiatrie over deze nieuwe manifestaties van het kwaad. Mous benadert deze problematiek vanuit vier invalshoeken: esthetica, religie, filosofie en psychiatrie en verwerkt ook zijn eigen ervaringen rond zijn psychoses.
In Het virus van de melancholie (2020) onderzoekt hij de veranderende aard van rouw, mede in het licht van de afnemende invloed van het christendom en de opkomst van publieke religie. Mous analyseert de nieuwe mythes rondom rouw en de invloed hiervan op de psychiatrie, die onderscheid maakt tussen rouw en depressie.
In 2023 publiceerde hij Het algoritme van de waan, waarin hij complotdenken analyseert en de verbanden onderzoekt tussen waan, religie, en politieke ideologieën door verschillende periodes van de geschiedenis heen, waarbij hij reflecteert op zowel zijn persoonlijke als bredere maatschappelijke ervaringen.
In zijn boek, De Friese spagaat: Gedachten over Fryslân en de Friezen (2024), onderzoekt Huub Mous de innerlijke tegenstrijdigheden binnen de Friese identiteit. Hij beschrijft hoe Friesland balanceert tussen het koesteren van traditionele waarden en de noodzaak tot modernisering. Mous analyseert deze ‘spagaat’ door middel van essays en artikelen, waarbij hij reflecteert op zowel historische als hedendaagse culturele dynamieken in de provincie. Het boek biedt een kritische blik op de balans tussen behoud en vooruitgang in Friesland.
Verder heeft Huub Mous bijgedragen aan verschillende boeken over Friese kunstenaars als Eja Siepman van den Berg, Silvia Steiger, Antonia Talamini en Louis le Roy.
Mous schreef ook artikelen voor verschillende tijdschriften, waaronder De Gids en Tirade.
Daarnaast publiceert Huub Mous sinds 2006 bijna dagelijks een blogpost over onderwerpen als kunst, cultuur, Friesland, filosofie, religie op zijn weblog huubmous.nl.

## Onderscheidingen
Huub Mous won de Van Helsdingenprijs 2024 van de Stichting Psychiatrie en Filosofie in de categorie creatief-literaire werken. Hij ontving deze onderscheiding voor zijn manuscript De waan van het schrijven – Harry Mulisch en de creatieve psychose, waarin hij de psychotische ervaring beschouwt als een interpretatiekader voor het werk en schrijverschap van Harry Mulisch.

## Persoonlijk leven
Mous is getrouwd en heeft 2 kinderen. Hij woont in Leeuwarden. Zijn vader, Durk Manus Mous (1897-1966), kwam uit een groot gezin in Bakhuizen. Huub Mous bezocht het St.-Ignatiuscollege in Amsterdam.

## Stijl en thema's
Zijn werk wordt gekenmerkt door een persoonlijke betrokkenheid bij zijn onderwerp en een diepgaande kennis van de Friese cultuur en geschiedenis. Hij combineert historische analyse met persoonlijke reflecties en anekdotes, waardoor zijn werk toegankelijk is voor een breed publiek.
Belangrijkste thema's in zijn werk zijn:
Friese kunst en cultuur: Mous heeft een grote kennis van de Friese kunstgeschiedenis en schrijft met passie over Friese kunstenaars en hun werk.
Secularisatie: Mous is gefascineerd door de snelle secularisatie van de Nederlandse samenleving in de tweede helft van de twintigste eeuw. Hij onderzoekt de oorzaken en gevolgen van deze ontwikkeling, zowel op maatschappelijk als op persoonlijk vlak.
Religie: Mous is opgegroeid in een katholiek gezin en zijn persoonlijke geschiedenis met het katholicisme speelt een belangrijke rol in zijn werk. Hij worstelt met vragen over geloof, mystiek en de zin van het leven wat hij onder andere beschrijft in het boek Modernisme in Lourdes
Identiteit: Mous is geïnteresseerd in de vraag wat het betekent om Fries te zijn in een globaliserende wereld. Hij onderzoekt hoe Friese kunstenaars en intellectuelen omgaan met hun Friese identiteit in een veranderende wereld.
Psychose: In verschillende boeken als Tegen de tijdgeest en Het algoritme van de waan schrijft Huub Mous over zijn persoonlijke ervaringen met psychose en de bredere maatschappelijke en filosofische context ervan.